# زنوک
زنوک یک روستا در ایران است که در دهستان براکوه شهرستان خوسف واقع شده‌است. زنوک ۶۰نفر جمعیت دارد.
سد زنوک: این سد در بالادست روستا احداث گردیده است.

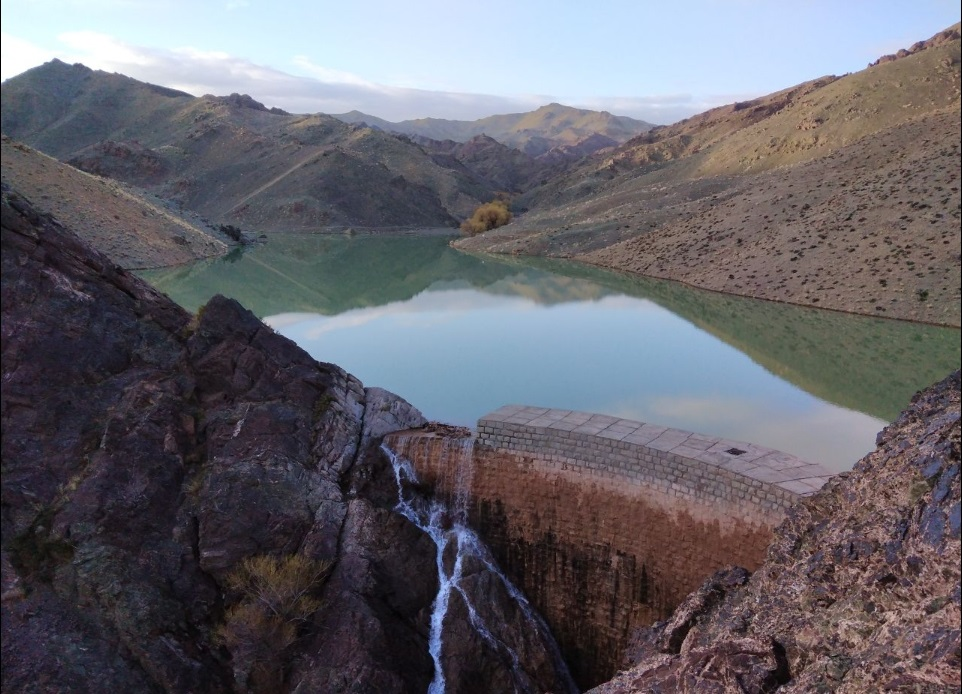
نمایی از سد زیبای زنوک